# Вандом (город)
Вандо́м (фр. Vendôme) — город в департаменте Луар и Шер, центральная Франция, приблизительно в 30 км к северу от Блуа, на реке Луар, которая делит Вандом на две части. Население — 17 707 жителей (1999).
Вандом был столицей графства, существование которого подтверждается с IX века, с XVI века графство было переименовано в герцогство. С конца XIV века графство Вандом принадлежало ветви французской королевской семьи: Бурбон-Вандом. В 1790 году Вандому присвоен статус города и супрефектуры департамента Луар и Шер.

## История
На южном берегу реки — холм с развалинами замка графов Вандомских. Этот феодальный замок в XI веке пришёл на смену римскому укреплению Vindocinum. В 1030 г. в Вандоме было основано Троицкое аббатство, среди сокровищ которого была слеза, якобы обронённая Христом у могилы Лазаря. Монастырская церковь выдержана в готическом стиле, кампанила датируется серединой XII века. Рядом с монастырём — поздние были построены храмы св. Магдалины (XV век) и св. Мартина (XVI век, сохранилась только колокольня).
На протяжении Средних веков Вандом переходил от одной феодальной династии к другой, пока не оказался в составе владений Бурбонов (подробности см. в статье графство Вандомское). В 1515 г. Карл IV де Бурбон был произведён в герцоги Вандомские; далее титулом обладали Антуан де Бурбон, его сын Генрих Наваррский и внук Сезар де Вандом. Во время Франко-прусской и Второй мировой войн город подвергся сильным разрушениям.

## Вино
После Второй мировой войны 90 % виноградников на территории Вандома были выкорчеваны. Виноград постепенно потерял своё почетное место в пользу зерновых полей. Но слава вернулась в 2001 году, после победы на конкурсе «Контроль подлинности происхождения» в частности для вина «Coteaux du Vendômois».
Самые распространенные сорта винограда: Pineau d’Aunis, один из капризных сортов винограда с характерным перечным и малиновым вкусом и Chenin blanc , виноград обладающий цитрусовым ароматом, используют для изготовления сухого вина, поддают к рыбе и местному козьему сыру.

## Город и сад
В Вандоме с семнадцатого века сохранилось уникальное наследие зеленых насаждений. В течение 10 последних лет город выиграл 4 Гран-при в национальном конкурсе «Цветущий город».
Управления окружающей среды и зеленых зон города уже давно освоили искусство «цветочных ковров». Реальные цветочные фрески обновляются каждый сезон, их можно увидеть вокруг площади Бело, на берегах Луары и в библиотечном саду. Во дворе монастыря Святой Троицы, кроме цветочных композиций, можно увидеть композиции с ароматическими травами и растениями. Для любителей активного отдыха предлагается урок ботаники в некоторых общественных садах Вандома.

## Фестивали и события
- Весной проходит немецкий кинофестиваль «Prokino» и международный фестиваль гитары;
- В летнем сезоне спектакли проходят на свежем воздухе, такие как : «Фотографические прогулки» и "Музыкальные прогулки в Вандоме " фестиваль, организованный парижской оркестровой ассамблеей для подготовки молодых дирижеров.
- В июле любители оперы могут послушать молодых певцов и молодых дирижеров из академии оперы.
- В октябре проходит музыкальный фестиваль современной музыки Rockomotives.
- На протяжении всего года, любители музыки могут встретить своих любимых исполнителей и композиторов на концертах, организованных сообществом «Друзья музыки Вандома».

## Известные персоналии
- Номиноэ: первый король Бретани скончался в Вандоме 7 марта 851 года.
- Жоффруа II Анжуйский: родился 14 октября 1006 года, был графом Вандома с 1032 по 1056, графом Анжуйским 1040—1060 и графом Тура с 1044 по 1060.
- Пьер де Ронсар: родился в 1524 году в особняке Ла-Поссоньер, Вандом.
- Оноре де Бальзак: описывает в романе «Луи Ламбер» семь лет его жизни в колледже-интернате Вандома (ныне мэрия). Эта книга знакомит нас со строгостью дисциплины, вероятно унаследованной в прошлом от королевской военной школы.
- Людовик I де Бурбон-Конде, родился в Вандоме 7 мая 1530 года, принц де Конде, родоначальник рода Конде.
- Генрих IV: был третьим герцогом Вандома, сын Жанны д’Альбре и Антуана де Бурбон.
- Герцог Сезар де Вандом: внебрачный сын Генриха IV Великого, короля Франции и Габриэль д'Эстре, герцогини де Бофор. Адмирал флота и губернатор Бретани, проживал между Парижем и замками Анет и Вандом. Умер в своем особняке в Париже, позже особняк был уничтожен и площадь Людовика Великого, была переименована в Вандомскую площадь.
- Пьер Оноре Роббе (1714—1794), французский поэт родился в Вандоме.
- Гракх Бабёф, французский революционный деятель, руководитель движения «во имя равенства» во время Директории. Был гильотинирован в Вандоме 27 мая 1797.
- Ле Мир де Вилье[фр.][6], родился 17 февраля 1833 в Вандом, был губернатором французской Кохинхины.
- Женевьева Град (фр. Geneviève Grad) — французская актриса. Особую популярность за пределами Франции приобрела, снявшись в комедиях о жандарме («Жандарм женится» и др.). После замужества в 1993 году работала служащей в городской администрации Вандома.